# 波尔塔瓦号战列舰 (1894年)
波尔塔瓦号战列舰（俄语：Полтава），是十九世纪末俄罗斯帝国建造的彼得罗巴甫洛夫斯克级战列舰二号舰，得名于波爾塔瓦會戰。本舰建成后不久即编入俄罗斯帝国海军太平洋舰队，1901年起驻扎在旅顺港（俄方称亚瑟港）的亚瑟港海军基地。1904年日俄战争爆发，本舰参加了旅顺口海战，并在黄海海战中受创，1904年12月旅順會戰期间为日本陆军的重炮所击伤，坐沉于旅顺港内。
1905年1月1日，旅顺要塞陷落后，日军捕获并打捞起了波尔塔瓦号，进行了一番改装后加入日本海军，并根据丹後國重新命名为丹後。
1914年第一次世界大战爆发，丹後参加了青島戰役，对德国的青岛基地进行了炮击。1916年，应同为协约国的俄国的要求，日本将丹後售予俄国。由于此时俄国已经有另一艘名叫“波尔塔瓦”的船在服役，因此丹後（原波尔塔瓦）并没有用回原名，而是根据切斯马海战，而将本舰重新命名为切斯马号。
切斯马号在回国途中，参与了十一月事件（協約國要求希臘王國解除其舰队武装的谈判）。其后切斯马号返抵白海。1917年十月革命爆发，切斯马号上的水手宣布参加布尔什维克。1918年英国武装干涉俄国内战时将切斯马号捕获。英国人认为这时候的切斯马号已经没有航海能力，不适合参与作战任务，于是将切斯马号用作监狱船。1919年英国干涉军撤出俄国，布尔什维克红军随即占领了英军弃置的切斯马号，并编入红海军。切斯马号此时状况已经非常恶劣，一直都没有出过海，1924年正式除籍并拆解。
俄国海军历史上有大量的舰艇使用了“波尔塔瓦”这个名字。下一艘使用了这个名字的是一艘无畏舰，即甘古特级波尔塔瓦号。

## 建造背景及概述
波尔塔瓦号建造时的舰名是为了纪念1709年，俄国彼得大帝在波爾塔瓦會戰战胜瑞典卡爾十二世的事迹。不过在建造时，俄国方面欠缺熟练工人，设计也屡次进行修改，加上主火炮又延迟了发货，因此本舰建造过程一再拖延，虽然1892年5月19日就开始在海军部加列尼船厂动工，但一直到1894年11月6日才下水，而舾装过程更是旷日持久。本舰的海试从1898年一直持续到1899年，期间曾经短暂配属于波羅的海艦隊。
日本自从在甲午战争中战胜中国以来，势力开始逐步向中国内陆扩展；然而俄国同样对满洲地区和朝鲜半岛有所企图，为了遏制日本，俄国联合法国、德国进行三國干涉還遼，迫使日本归还夺占的辽东半岛。俄国随后以此居功，强行租借旅顺口，得到了梦寐以求的远东不冻港。日俄双方局势日趋紧张，为了震慑日本，俄国不断将新锐军舰部署在旅顺港（亚瑟港），本舰即在其中之列。
波尔塔瓦号全长114.6米，宽21.3米，吃水8.6米。设计排水量1万0960吨，实际要多了500多吨，排水量达到1万1500吨。舰上装备了两座英国汉弗莱斯-坦南特-戴克斯公司生产的垂直三段膨胀式引擎，由14座圆筒火管锅炉提供动力，推动两根推进轴。全舰设计功率为1万0600匹马力，最大航速16节；在海试时录得实际纪录1万1213匹马力、16.29节。设计最大载煤1050吨，在10节经济航速下续航能力为3750海里。舰上乘员包括26–27名军官和605–625名水手。
舰上的主武器为两座双联装12英寸火炮，一前一后分别安装在首尾炮塔处。该火炮的设计射速为90秒每发，不过实际射速只能达到设计值的一半。副武器为12门单装6英寸速射炮，由法国加奈公司生产，其中8门安装在两舷的双联装炮塔内，剩下4门安装在舰体中部，没有防护。此外舰上还安装有一批小型武器用以对付来袭的鱼雷艇。舰上的鱼雷火力包括水线上的4具15英寸鱼雷发射管，和水线下的两具18英寸鱼雷发射管，全部安装在舷侧。另外舰上还携带有50颗水雷，用以保护锚地。
与本级首舰彼得罗巴甫洛夫斯克号采用了常规的镍钢装甲不同，波尔塔瓦号采用了德国克虏伯渗碳装甲，这也是俄国第一艘采用了这一项技术的军舰。本舰水线装甲带10—14.5英寸（254—368）；主炮塔正面和侧面装甲厚10英寸（254），顶部2英寸（51）；副炮塔装甲厚5英寸（127），顶部1英寸（25）；司令塔侧装甲9英寸（229）。甲板依然采用镍钢装甲，厚2—3英寸（51—76）。

## 舰历

### 波尔塔瓦号
1900年9月，波尔塔瓦号和姊妹舰塞瓦斯托波尔号一同装备了无线电，这也是俄国海军首批装备无线电的军舰。同年10月15日，两舰出发前往旅顺港；但在通过苏伊士运河的时候，两舰都必须从舰上卸下大量燃料、弹药以及其他补给品，好减少舰艇吃水，以顺利通过运河。1901年4月12日，波尔塔瓦号抵达旅顺港，早于塞瓦斯托波尔号。
从1901年起，日本与俄国就双方在满洲地区和朝鲜半岛的势力范围的划分展开了一系列会谈，但进展甚微。1903年，俄国政府多次拒绝了日本对于满洲权益的提议，使得日本方面大为光火。1903年底，日本方面认定已经不再有谈判的意义，战争已经迫在眉睫。考虑到战争随时都有可能爆发，太平洋舰队旅顺分舰队的主力舰将锚地转移到了旅顺港外港，一旦日本出兵登陆朝鲜，俄国舰队随时可以出动。
1904年2月8-9日夜间，日本对俄国不宣而战，出动驱逐舰对停泊在旅顺港的俄国舰队发动鱼雷攻击，日俄战争爆发。当晚日本的夜袭只取得了比较有限的战果，而波尔塔瓦号并没有受到攻击。9日早上，日本联合舰队司令长官东乡平八郎海军中将判断俄军舰队受到鱼雷攻击后已经重创、陷入混乱，于是率领主力闯入旅顺港，用主炮对旅顺港岸防炮台进行炮击，而只用副炮攻击俄国舰队。然而俄国舰队并没有如日军高层指挥官预料的那样不堪一击，全舰包括波尔塔瓦号在内对日舰进行了反击。日军的副炮对于俄舰并没有起到太大的杀伤作用，使得俄舰可以持续进行还击。在当天的炮战中，波尔塔瓦号多次受到命中，但损伤轻微，只有3人受伤；而波尔塔瓦号共发射了12发主炮炮弹和55发6英寸副炮炮弹，由于现场混乱，未能确认命中情况。
同年4月13日，日军成功地诱使俄军出击，俄军旅顺分舰队司令斯捷潘·馬卡羅夫海军中将率领多艘舰艇追击日军的诱饵编队，波尔塔瓦号也参加了是此行动。不过俄国舰队在发现远处赶来的日本主力舰后，立即选择撤退回港，回撤途中馬卡羅夫的旗舰彼得罗巴甫洛夫斯克号触雷爆炸沉没，馬卡羅夫战死。是此行动双方一直距离较远，因此波尔塔瓦号没有损伤记录。
馬卡羅夫死后，威廉·维特捷夫特海军少将继任旅顺分舰队司令。对于遭受围困的局面，维特捷夫特采取了比较消极的做法，很少让主力舰出击挑战日军舰艇。同年6月23日，维特捷夫特率领旅顺分舰队企图突围，驶往俄国海军在远东的另一个基地符拉迪沃斯托克（中文旧称海参崴），与太平洋舰队符拉迪沃斯托克分舰队会合。波尔塔瓦号也参加了行动。日舰挡住了俄舰的去路；维特捷夫特不打算进行决战，遂率领舰队返航。
同年7月9日，波尔塔瓦号在巡洋舰和驱逐舰的护卫下，出港炮击日军阵地，随后与赶来的日军舰艇有过短暂的交火。同年夏，俄军从波尔塔瓦号上拆卸了许多47毫米和37毫米炮，用以充实旅顺要塞的地面防御。
同年8月，日本陆军在地面战场上已经将战线推进到离旅顺港不远处，陆军的重炮已经可以对港内俄国舰队进行炮击。深感第一太平洋舰队（俄国从波罗的海舰队抽调舰艇组成第二太平洋舰队后，原太平洋舰队改称第一太平洋舰队）旅顺分舰队已经暴露在敌军火力之下，俄国高层责成维特捷夫特率领舰队从速突围。港内俄舰8月10日07：00开始起航，准备突围，而日军舰队在中午拦截住俄军舰队，黄海海战爆发。
双方主力舰接战时，波尔塔瓦号处在舰列第六位；本舰将目标定为日本战列舰朝日，14：45前后开始炮击。15：00，列特维赞号临时修补的破损处开始漏水，迫使俄军舰队减速。日军旗舰三笠向波尔塔瓦号进行炮击。三笠受到俄舰数发命中，其中有两发命中来自于波尔塔瓦号。此外波尔塔瓦号还命中装甲巡洋舰日進一发。日军舰队由于损伤，15：20右转拉开距离。17:35日军重新靠近俄军后列，4艘战列舰向波尔塔瓦号和3艘装甲巡洋舰开火。此时在炮战中，由于主炮受到命中而失灵等问题，日军战列舰的16门12英寸主炮已经有5门无法使用；而波尔塔瓦号一门前主炮发生机械故障无法发射。日军再次短暂脱离接触。18：30日军再次左转靠近，敷島、朝日两舰向波尔塔瓦号开火。此时俄军舰队与日军舰队已经渐渐拉开距离，俄军即将摆脱日军追击；但这时候朝日发射的12英寸炮弹击中了俄军旗舰皇太子号的司令塔，维特捷夫特和参谋人员战死、舰长重伤，操舵室故障，皇太子号开始错误转向。皇太子号突如其来的急剧机动让后续的俄军舰队发生了混乱。混乱中，处于指挥链第二位置、舰队副指挥、战列舰分队司令的帕维尔·彼得洛维奇·乌赫托姆斯基海军少将意识到旗舰出了问题，于是在座舰佩列斯韦特号上升起了将旗，命令其余俄舰跟随。重新组织队列花费了不少时间。此时皇太子号、佩列斯韦特号、波尔塔瓦号都多处中弹，严重影响了机动能力，俄军舰队此时只能选择撤回旅顺港。在战斗中波尔塔瓦号受到了12-14发大口径炮弹的命中，5门6英寸炮损坏，12人阵亡、43人负伤。

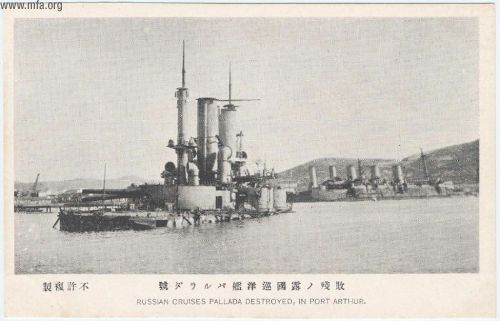
一张日本明信片，图中为在港内半沉状态的波尔塔瓦号

波尔塔瓦号随第一太平洋舰队退回了旅顺港，但此时日本陆军第三军正在司令乃木希典大将的指挥下连续强攻旅顺要塞，同时向港内俄国舰队进行间接射击。同年8月18日，日本陆军炮兵阵地炮击时，有4发120毫米炮弹命中了波尔塔瓦号，舰上6人受伤。接替战死的维特捷夫特担任舰队司令的罗伯特·维伦海军少将认为应当继续充实陆地上的防线，于是又从军舰上拆除更多的轻型火炮到前线去，同时也抽调出水手和炮手去操作新设立的炮垒。到当年9月为止，波尔塔瓦号已经拆除了3门6英寸炮、4门47毫米炮、26门37毫米炮。也是差不多这个时候，波尔塔瓦号开始向日本陆军阵地进行炮击；从9月开始到11月，波尔塔瓦号总共发射了110发12英寸炮弹和数量不详的6英寸炮弹。
同年10月，继续进行强攻的日本第三军得到了280毫米重炮的支援；其中一部分280毫米炮用于对港内射击，不过由于缺乏观瞄手段，日军新的重炮对港内的射击和之前的一样，依然只能是随机盲射。同年10月7日，日军的炮击两次命中波尔塔瓦号，造成舰上起火，不过除此没有太大损伤。
同年12月5日，日军在付出惨重的伤亡代价后，终于夺下了203高地。同一天，日军迅速在203高地设立了炮兵观察所，从此日军对港内的炮击不再是盲射，而是可以修正着弹点。当天波尔塔瓦号命中5发炮弹，其中3发击穿了甲板；1发击中鱼雷舱；1发引爆了后部47毫米炮弹药库，引发了火灾。由于早前舰上的水泵系统已经损坏，火灾无法扑灭，愈演愈烈，并最终点燃了后部12英寸炮发射药储存室。大火烧了大约一个半小时，随后一场爆炸，在船底炸出了一个大洞，造成大量进水，使波尔塔瓦号坐沉在浅水区。

### 丹後号

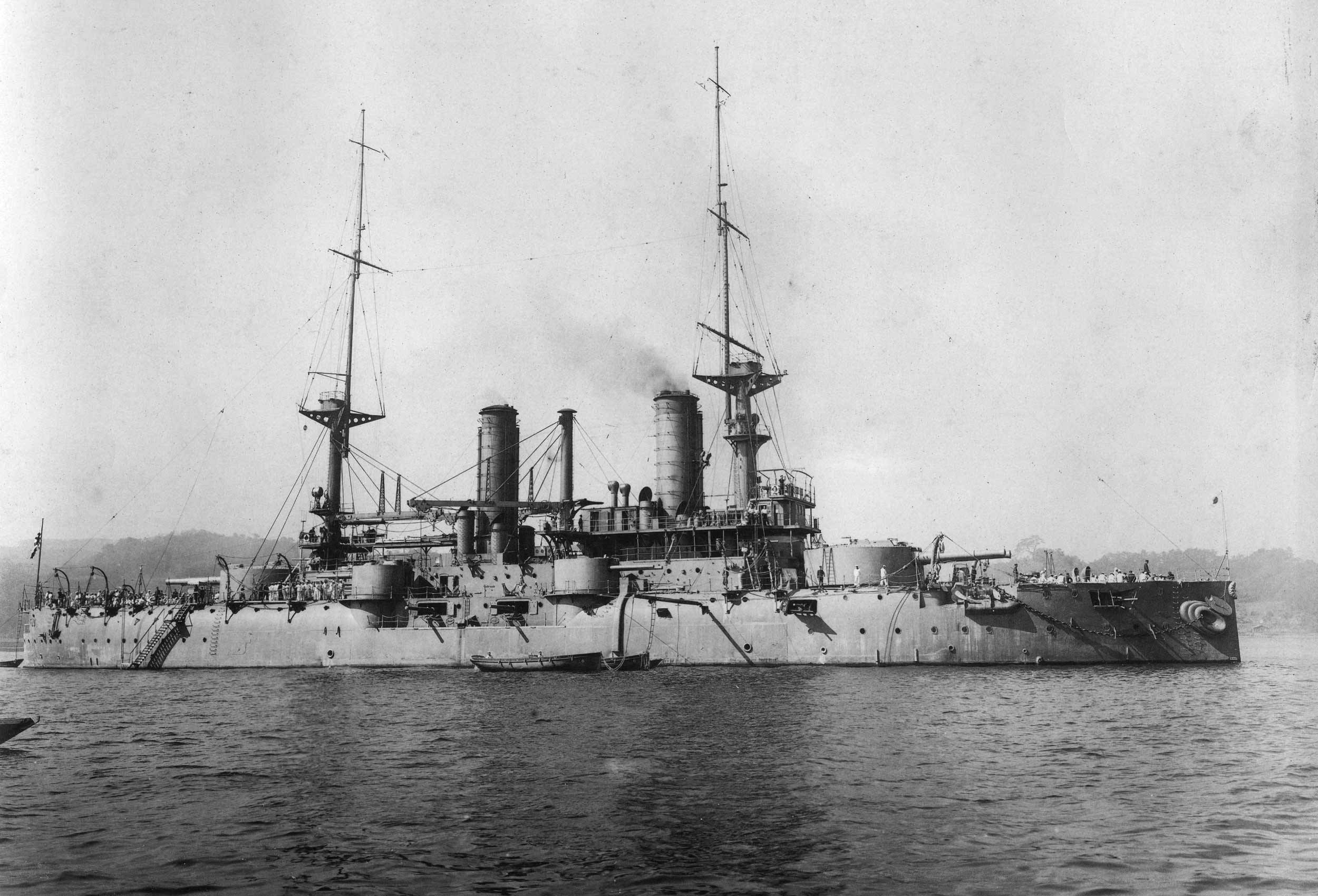
锚泊中的丹後，摄于约1909年

1905年1月1日，旅顺要塞陷落，日军俘获了波尔塔瓦号。5月29日，日军开始着手打捞浮起坐沉状态的波尔塔瓦号。为了让打捞作业顺利进行，日方出动起重机船将火炮和炮塔陆续吊起。同年7月21日，波尔塔瓦号顺利浮出水面。8月22日，日本方面将波尔塔瓦号改名为丹後号，列入日本海军军舰籍，分类为一等战列舰（日语：一等戦艦）。
同年8月24日，丹後以及通报舰满洲丸、驱逐舰曙三舰从旅顺港出发，8月29日抵达舞鶴海軍工廠。丹後在舞鹤进行了应急修理，10月12日再度出发，10月20日抵达横须贺。10月23日，日本在东京湾举行了凯旋观舰式，包括丹後等各日俄战争战利舰也参加了观舰式。
同年12月12日，日本海军修改海军舰艇类别等级表，废止了战列舰等级。包括丹後在内的所有日军一等及二等战列舰统一归类到战列舰中。
在此期间，日本海军在修复丹後的同时，还着手进行了一系列的改造工作。日本人拆掉了主桅上的作战桅盘，又将舰上的锅炉全部替换成了16座日本国产宫原式水管锅炉。舰上原有的主炮得到了保留，不过后膛替换成了日本国产部件。副炮全部换成了日本国产型号；轻武器则替换成了10门阿姆斯特朗公司的12磅速射炮（口径3英寸（76））和4门37毫米炮。原有的鱼雷武器全部拆除，改成4具英国制18英寸鱼雷发射管。
1912年8月8日，日本海军对舰艇类别进行了修订，丹後重新分类为一等海防舰（7000吨以上）。
1913年，丹後参加了海军演习，扮演假想敌部队。
1914年，第一次世界大战爆发后，日本参加了协约国阵营，加入了战争。战争爆发后丹後编列入加藤定吉海军中将的第二战队，参加了青島戰役，对进攻青岛要塞的英日联军提供炮火支援。

### 切斯马号

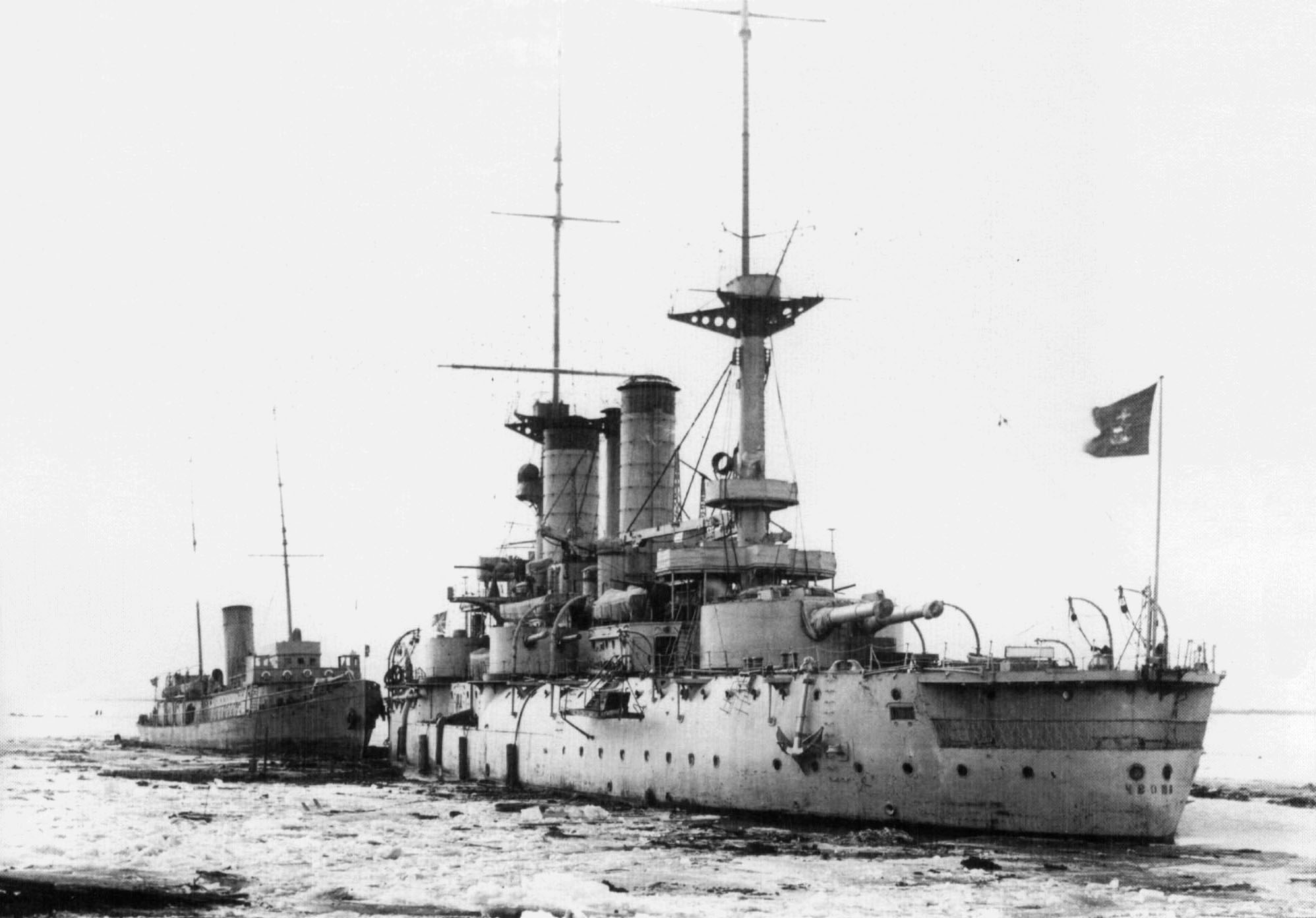
停泊在白海的切斯马号，摄于1921年

1915年，英法联军发动达达尼尔战役，此时的俄国政府希望能派出自己的军舰参与行动，但此时俄国黑海舰队空虚，几无可用之舰。另一方面，俄国从北方港口（阿尔汉格尔斯克和罗曼诺夫等）和协约国盟国之间的运兵和货运需求大增，俄国也迫切需要自己的护航舰艇。
1916年，俄国政府希望能加强在波罗的海和黑海的海上实力。因为日本和俄国在一战中处于同一阵营，因此同年3月，日本方面同意将丹後（原波尔塔瓦号）以及一些日俄战争的战利舰出售回俄国，售价1550万卢布。同年4月2日，丹後驶达符拉迪沃斯托克，3或4日，由日本移交给俄国。由于丹後的原名“波尔塔瓦”此时已经用在了无畏舰波尔塔瓦号上，因此俄国方面另取名字，将其起名“切斯马”。俄国在接收切斯马号后用了一些时间来进行训练，同时也对舰艇的状况进行了一番检查，发现切斯马号的状态并不好，轮机等需要修理。在俄军的试航中切斯马号达到了15.5节的航速。除此之外，舰上的火炮也需要更换，有很多是由于英国（以及日本仿制品）和俄国的不同，比如英日所使用的12英寸炮，弹重386公斤，比起俄国用的同口径炮331公斤，要含有更多的炸药。日本改装过后全舰定员28名军官、15名卫兵、780名水手，虽然轻武器和鱼雷比起日俄战争时少了一些，但定员却多了150人。
7月2日，切斯马号和其他两艘俄国从日本购回的军舰（旗舰佩列斯韦特号，以及防护巡洋舰瓦良格号，司令安那托利·伊万诺维奇·别司图日夫-流明海军少将）一同离开符拉迪沃斯托克，9月19日抵达埃及塞德港。同样是在9月，切斯马号和其他两舰分开，到达萨拉米斯岛对开海域，参与了协约国地中海舰队对希腊的威慑，在希腊同意了协约国的要求后才离开。切斯马号在行动中只扮演了一个次要角色，主要是作为俄国方面的一个政治表态。同年12月5日，切斯马号停靠在伯肯希德，由卡梅尔·莱尔德公司对其轮机进行大修。这次检修同时将主甲板上的6英寸副炮和12磅炮全部拆除，改为在上层建筑上方安装4挺防空机枪。
1917年1月16日，切斯马号抵达摩爾曼斯克州亚历山德罗夫斯克，不久因为俄國二月革命的影响，当地的政治局势开始变得动荡不安。2月3日，切斯马号编入白海舰队。十月革命爆发时，舰上的水手宣布效忠布尔什维克。1918年，外国干涉军开始在摩爾曼斯克登陆；不过切斯马号并没有出动拦截干涉军登陆。不久英国干涉军捕获了切斯马号；他们认为这艘船已经触礁，没有航海能力，1919年4月将其改用作海上监狱，囚禁了40名布尔什维克分子。英军撤走后，1920年3月红军重新占领了英军弃置的切斯马号，4月24日编列入布尔什维克白海武装分舰队。虽然如此，切斯马号已经没有什么军事利用价值。1921年6月16日切斯马号到达阿尔汉格尔斯克，1924年7月3日除籍，其后被拆解。

## 历任舰长

### 波尔塔瓦号
- 1892-1894 - 萨利沃托尔·费多洛维奇·鲍埃尔 Бауэр. Сальвотор Федорович
- 1894-1895 - 谢尔盖·И.普拉托夫 Платов. Сергей И.
- 1895-1900 - 涅温斯基 Невинский
- 1900-1902 - М.В.奥泽洛夫 Озеров. М.В.
- 1902-1904 - 伊万·佩特罗维奇·乌斯片斯基 Успенский. Иван Петрович

### 丹後号
下表系根据《日本海軍史》第9、10卷《将官履歴》，以及《官報》进行整理。
- （兼）茶山丰也 海军大佐：1908年8月28日 - 9月15日
- 羽喰政次郎 海军大佐：1908年9月25日 - 11月5日
- 山县文藏 海军大佐：1909年4月17日 - 回航中
- （兼）上村翁輔 海军大佐：1911年3月1日 - 4月1日
- 笠間直 海军大佐：1911年4月1日 - 11月1日
- （兼）广濑顺太郎 海军大佐：1911年11月1日 - 12月1日
- （兼）向井弥一 海军大佐：1911年12月1日 - 1912年6月29日
- （兼）山崎米三郎 海军大佐：1912年6月29日 - 9月27日
- （兼）松冈修藏 海军大佐：1912年9月27日 - 1913年4月1日
- （兼）水町元 海军大佐：1913年4月1日 - 12月1日
- （兼）荒西鏡次郎 海军大佐：1913年12月1日 - 1914年4月17日
- （兼）松冈修藏 海军大佐：1914年4月17日 - 5月27日
- （兼）秋泽芳馬 海军中佐：1914年5月27日 - 1914年8月18日
- 秋泽芳馬 海军中佐：1914年8月18日 - 1914年12月1日
- （兼）本田親民 海军大佐：1914年12月1日 - 1916年2月17日
- （兼）久保来復 海军大佐：1916年2月17日 - 1916年12月1日

### 切斯马号
- 1916-1917 - 瓦西里·尼古拉耶维奇·切尔卡索夫 Черкасов. Василий Николаевич
- 1917  - 弗拉基米尔·格里高利耶维奇·安东诺夫 Антонов. Владимир Григорьевич
- 1918.03-06. - 格奥尔吉·费奥菲拉克托维奇·康德拉坚科 Кондратенко. Георгий Феофилактович

## 同级舰
- 彼得罗巴甫洛夫斯克号战列舰 (1894年)
- 塞瓦斯托波尔号战列舰 (1895年)